# Chydenanthus excelsus
Chydenanthus excelsus är en tvåhjärtbladig växtart som beskrevs av John Miers. Chydenanthus excelsus ingår i släktet Chydenanthus och familjen Lecythidaceae. Inga underarter finns listade i Catalogue of Life.